# Чемпионат мира по футболу 2026 (отборочный турнир, УЕФА, группа J)
Жеребьёвка отборочного турнира европейской квалификации чемпионата мира 2026 прошла в Цюрихе 13 декабря 2024 года. В группу J зоны УЕФА попали сборные следующих стран: Бельгия, Уэльс, Северная Македония, Казахстан и Лихтенштейн.
Матчи в группе J проходят с 22 марта по 18 ноября 2025 года.
Сборная, занявшая первое место, выходит в финальную часть чемпионата мира напрямую. Сборная, занявшая второе место, принимает участие в стыковых матчах за право выхода в финальную часть турнира.

## Таблица
| Поз | Команда            | И | В | Н | П | МЗ | МП | РМ | О | Квалификация                        |     | Флаг Северной Македонии | Уэльс  | Бельгия | Казахстан | Лихтенштейн |
| --- | ------------------ | - | - | - | - | -- | -- | -- | - | ----------------------------------- | --- | ----------------------- | ------ | ------- | --------- | ----------- |
| 1   | Северная Македония | 4 | 2 | 2 | 0 | 6  | 2  | +4 | 8 | Квалификация на чемпионат мира 2026 |     | —                       | 1:1    | 1:1     | 13 окт    | 7 сен       |
| 2   | Уэльс              | 4 | 2 | 1 | 1 | 10 | 6  | +4 | 7 | Выход в раунд плей-офф              |     | 18 ноя                  | —      | 13 окт  | 3:1       | 3:0         |
| 3   | Бельгия            | 2 | 1 | 1 | 0 | 5  | 4  | +1 | 4 |                                     |     | 10 окт                  | 4:3    | —       | 7 сен     | 18 ноя      |
| 4   | Казахстан          | 3 | 1 | 0 | 2 | 3  | 4  | −1 | 3 |                                     | 0:1 | 4 сен                   | 15 ноя | —       | 10 окт    |             |
| 5   | Лихтенштейн        | 3 | 0 | 0 | 3 | 0  | 8  | −8 | 0 |                                     | 0:3 | 15 ноя                  | 4 сен  | 0:2     | —         |             |

## Матчи
Расписание матчей было опубликовано УЕФА после жеребьёвки 13 декабря 2024 года в Цюрихе. Время начала матчей указано центральноевропейское (CET)/центральноевропейское летнее (CEST) (местное время, если оно отличается, указано в скобках).
| Лихтенштейн | 0:3     | Северная Македония                          |
| ----------- | ------- | ------------------------------------------- |
|             | (отчёт) | - Трайковский 7′ - Муслиу 42′ - Миовски 84′ |

| Уэльс                                           | 3:1     | Казахстан             |
| ----------------------------------------------- | ------- | --------------------- |
| - Дэн. Джеймс 9′ - Б. Дэвис 47′ - Матондо 90+1′ | (отчёт) | Тагыберген 32′ (пен.) |

| Лихтенштейн | 0:2     | Казахстан                      |
| ----------- | ------- | ------------------------------ |
|             | (отчёт) | - Самородов 42′ - Марочкин 45′ |

| Северная Македония | 1:1     | Уэльс       |
| ------------------ | ------- | ----------- |
| Миовски 90+1′      | (отчёт) | Брукс 90+6′ |

| Северная Македония | 1:1     | Бельгия       |
| ------------------ | ------- | ------------- |
| Алиоски 86′        | (отчёт) | Де Кёйпер 28′ |

| Уэльс                              | 3:0     | Лихтенштейн |
| ---------------------------------- | ------- | ----------- |
| - Родон 40′ - Уилсон 65′ - Мур 68′ | (отчёт) |             |

| Казахстан | 0:1     | Северная Македония |
| --------- | ------- | ------------------ |
|           | (отчёт) | - Трайковский 33′  |

| Бельгия                                                       | 4:3     | Уэльс                                           |
| ------------------------------------------------------------- | ------- | ----------------------------------------------- |
| - Лукаку 15′ (пен.) - Тилеманс 19′ - Доку 27′ - Де Брёйне 88′ | (отчёт) | - Уилсон 45+7′ (пен.) - Томас 51′ - Джонсон 70′ |

| Казахстан | –:–     | Уэльс |
| --------- | ------- | ----- |
|           | (отчёт) |       |

| Лихтенштейн | –:–     | Бельгия |
| ----------- | ------- | ------- |
|             | (отчёт) |         |

| Северная Македония | –:–     | Лихтенштейн |
| ------------------ | ------- | ----------- |
|                    | (отчёт) |             |

| Бельгия | –:–     | Казахстан |
| ------- | ------- | --------- |
|         | (отчёт) |           |

| Казахстан | –:–     | Лихтенштейн |
| --------- | ------- | ----------- |
|           | (отчёт) |             |

| Бельгия | –:–     | Северная Македония |
| ------- | ------- | ------------------ |
|         | (отчёт) |                    |

| Северная Македония | –:–     | Казахстан |
| ------------------ | ------- | --------- |
|                    | (отчёт) |           |

| Уэльс | –:–     | Бельгия |
| ----- | ------- | ------- |
|       | (отчёт) |         |

| Казахстан | –:–     | Бельгия |
| --------- | ------- | ------- |
|           | (отчёт) |         |

| Лихтенштейн | –:–     | Уэльс |
| ----------- | ------- | ----- |
|             | (отчёт) |       |

| Бельгия | –:–     | Лихтенштейн |
| ------- | ------- | ----------- |
|         | (отчёт) |             |

| Уэльс | –:–     | Северная Македония |
| ----- | ------- | ------------------ |
|       | (отчёт) |                    |

## Бомбардиры
Примечание: В скобках указано, сколько голов из общего числа забито с пенальти.
2 гола
- Боян Миовски

1 гол
- Максим Де Кёйпер
- Александр Марочкин
- Максим Самородов
- Асхат Тагыберген (1)
- Эзджан Алиоски
- Висар Муслиу
- Александар Трайковский
- Дэвид Брукс
- Дэниел Джеймс
- Бен Дэвис
- Рабби Матондо
- Киффер Мур
- Джо Родон
- Харри Уилсон

## Дисквалификации
Игрок получает дисквалификацию на 1 матч за следующие нарушения:
- Красная карточка (отстранение за красную карточку может быть продлено за грубые нарушения).
- 2 жёлтые карточки в 2 разных матчах (дисквалификация за жёлтую карточку может перенестись на стыковые матчи, но не на основной турнир или любые другие международные матчи).

## Комментарии
1. ↑  CET (UTC+1) до 29 марта и после 26 октября 2025 года, CEST (UTC+2) с 30 марта по 25 октября 2025 года.